# Misery Business
"Misery Business" ("Ellendige zaken") is een nummer van de Amerikaanse rockband Paramore. Het is de eerste single van de groep die wereldwijd wordt uitgegeven. Het nummer is afkomstig van het tweede album Riot!. Op Radio 538 is "Misery Business" verkozen tot Alarmschijf.

## Videoclip
Voor het nummer werd op 15 april 2007 een videoclip gemaakt in Los Angeles. In de clip is een optreden van de band te zien. De clip werd geregisseerd door Shane Drake, die ook twee eerdere clips van Paramore regisseerde.
De clip begint met de band die het nummer speelt. Later is een optreden te zien op een middelbare school, waar een meisje in een blauwe jurk en zware make-up binnenkomt. Ze zorgt voor veel problemen; ze duwt de cheerleaders van de school aan de kant, ze knipt een vlecht van een meisje af en duwt een jongen met een arm in een mitella zo tegen een muur dat hij nog erger verwond raakt. De band speelt door terwijl het meisje een intiem moment van een koppel verstoort: ze duwt het meisje aan de kant en begint de jongen gepassioneerd te zoenen. Aan het einde van de clip komt de band uit een lokaal, waarbij de zangeres van de groep, Hayley, en het meisje tegenover elkaar staan. Hayley haalt vervolgens de make-up van het gezicht van het meisje zodat te zien is hoe ze echt is. Als de band klaar is met het nummer, eindigt de clip.

## Tracklist
Amerikaanse single (cd)
1. "Misery Business" - 3:18
2. "Stop This Song (Love Sick Melody)" - 3:23
3. "Crushcrushcrush"

Plaat 1
1. "Misery Business" - 3:18
2. "My Hero (Electronic Mix)" - 3:39

Plaat 2
1. "Misery Business" - 3:18
2. "Sunday Bloody Sunday" - 4:20

Australische single (cd)
1. "Misery Business" - 3:18
2. "My Hero (Electronic Mix)" - 3:39
3. "Stop This Song (Love Sick Melody)" - 3:23

## Hitnotering
Ondanks de verkiezing tot Alarmschijf op Radio 538 werd Misery Business geen grote hit. Met slechts vier weken in de top 40 en 35 behaalde punten, is het zelfs een van de slechtst scorende alarmschijven aller tijden.
| "Misery Business" in de Nederlandse Top 40 - binnen 9 februari 2008 | "Misery Business" in de Nederlandse Top 40 - binnen 9 februari 2008 | "Misery Business" in de Nederlandse Top 40 - binnen 9 februari 2008 | "Misery Business" in de Nederlandse Top 40 - binnen 9 februari 2008 | "Misery Business" in de Nederlandse Top 40 - binnen 9 februari 2008 | "Misery Business" in de Nederlandse Top 40 - binnen 9 februari 2008 |
| Week                                                                | 1                                                                   | 2                                                                   | 3                                                                   | 4                                                                   | 5                                                                   |
| ------------------------------------------------------------------- | ------------------------------------------------------------------- | ------------------------------------------------------------------- | ------------------------------------------------------------------- | ------------------------------------------------------------------- | ------------------------------------------------------------------- |
| Nummer                                                              | 39                                                                  | 30                                                                  | 28                                                                  | 32                                                                  | uit                                                                 |